# Ammophila dantoni
Ammophila dantoni är en biart som beskrevs av Roth in Nadig 1933. Ammophila dantoni ingår i släktet Ammophila och familjen grävsteklar. Inga underarter finns listade i Catalogue of Life.